# Fiskehejre
Fiskehejren (Ardea cinerea) er en fugl, der er udbredt i Europa, Asien og store dele af Afrika syd for Sahara. Den lever af småfisk, frøer og krebsdyr, som den fanger på lavt vand i søer og moser og ved havet langs kysterne.

## Beskrivelse
Fiskehejren er 84-102 cm fra næbspids. Den har et vingefang på 155-175 cm, omtrent som en stork, men betydeligt mindre end en trane. Den kan leve i op til 25 år. Benene stikker ud bag halen på flyvende fugle. Fjerdragten er grålig, dog med hvid hals og hoved samt sort nakketop. På siden af hovedet ses en sort stribe. Svingfjerene er sorte. Ungfuglene har til forskel fra ældre fugle grålig hals og sort isse og nakke.
Fiskehejren har et højt, hæst skrig.
Hejren flyver med halsen tilbagetrukket, mens stork og trane flyver med udstrakt hals.

## Forekomst i Danmark
Fiskehejren er en almindelig ynglefugl i Danmark, hvor den ruger i små eller store kolonier i høje træer ved søer og kyster. Der findes over 100 hejrekolonier i Danmark, hvor bestanden i år 2000 blev vurderet til at være 6.000-7.000 par.
Fra sidst i marts til først i april lægger hunnen 3-6 matte, blågrønne æg. Når hannen eller hunnen på reden hilser på sin ankommende mage, sker det ved at strække halsen.
Fiskehejren ankommer til Danmark i begyndelsen af marts og trækker bort for at overvintre i Sydfrankrig, Spanien eller Portugal i september-oktober. En del fiskehejrer overvintrer dog i landet, og stadig flere fugle ses som vintergæster nordfra.

## Jagtteknik
Fiskehejren jager sit bytte ved at stå helt stille i vandet og lure, indtil den pludselig hugger til. Alternativt kan den bevæge sig langsomt fremad, mens den spejder efter bytte. Dens lange ben tillader den at bevæge sig på temmelig dybt vand.

## Hattepynt og jagt
Fiskehejren var tidligere efterstræbt på grund af dens bryst- og nakkefjer, der blev anvendt til pynt på hatte.
I middelalderen blev den jaget, fordi dens kød blev anset som en delikatesse. Senere har den været udsat for jagt, fordi den blev anset som en konkurrent til fiskeriet. Efter jagtfredningen, der dog ikke gælder ved dambrug, er bestanden i Danmark næsten tredoblet i løbet af cirka 30 år.